# 白宫管家
是一部於2013年上映的美国历史劇情片，由李·丹尼尔斯执导，丹尼·史壯编剧。根据尤金·艾倫的真实经历改编而成，佛瑞斯·惠特克扮演主角，有许多人参与演出。本片是Laura Ziskin制作的最后一部电影，她于2011年逝世。美国于2013年8月16日上映。

## 剧情
Cecil Gaines（角色原為尤金·艾倫）是一位在白宫工作了34年（1952年至1986年）的非裔美国管家，他亲眼目睹了20世纪许多重大历史事件，主要展现了黑人民权运动的斗争进步史。

## 角色
- 科力士·韋德加 - Cecil Gaines[3]，核心主角；艾繆·艾敏扮演年少时期的Cecil[9]

Gaines的亲友
- 歐普拉·溫芙蕾 - Gloria Gaines[3]，Cecil的妻子
- 大衛·歐洛沃 - Louis Gaines[3]，Gaines的大儿子
- Elijah Kelley - Charlie Gaines[9]，Gaines的小儿子，死于越南战争
- David Banner - Earl Gaines[9]，Cecil的父亲，被Thomas Westfall所杀
- 瑪麗亞·凱莉 - Hattie Pearl[10]，Cecil的母亲
- 泰倫斯·霍華 - Howard[3]，Gaines的邻居
- Adriane Lenox - Gina[9][11]
- 雅雅·達克斯塔 - Carol Hammie，Louis的女朋友[12]
- 亞歷克斯·帕蒂弗 - Thomas Westfall
- 凡妮莎·蕾格烈芙 - Annabeth Westfall
- Clarence Williams III - Maynard[9][11]

白宫同事
- 小库珀·古丁 - Carter Wilson[3][9]
- 藍尼·克羅維茲 - James Holloway[3][9]
- 柯爾曼·多明戈 - Freddie Fallows[9][12]

人权运动领袖
- Nelsan Ellis - 馬丁·路德·金
- 傑斯·威廉斯 - 人权活动家James Lawson

白宫历史人物
- 羅賓·威廉斯 - 德怀特·艾森豪威尔[3][13]，第34任美国总统
- James DuMont - Sherman Adams，艾森豪威尔的幕僚長[11][14]
- Robert Aberdeen - Herbert Brownell, Jr.，艾森豪威尔的司法部長[11]
- 詹姆斯·馬斯登 - 约翰·肯尼迪[3][13]，第35任总统
- 敏卡·凱利 - 第一夫人賈桂琳·甘迺迪[13]
- 李佛·薛伯  - 林登·约翰逊[3][13]，第36任总统
- 約翰·庫薩克 - 理查德·尼克松[3][13]，第37任总统
- Alex Manette - H·R·霍尔德曼[3]，尼克松的幕僚長
- Colin Walker - 约翰·埃利希曼，尼克松的白宫顾问[11][15]
- 艾倫·瑞克曼 - 罗纳德·里根[3][13]，第40任总统
- 珍·芳達 - 第一夫人南茜·雷根
- Stephen Rider - Stephen W. Rochon，贝拉克·奥巴马的白宫首席招待员

美国总统杰拉尔德·福特、吉米·卡特和贝拉克·奥巴马也出现在片中。

## 制作
2012年9月在新奥尔良开拍，预算为3000万美元。影片最初英文名为“The Butler”，后来华纳公司就该片名起诉溫斯坦公司，因为“The Butler”是华纳於1916年发行的一部默劇片名，溫斯坦公司只得把片名改为了“Lee Daniels' The Butler”，以让影片顺利上映。

## 评价
影片收获了许多好评，烂番茄新鲜度达71%，Metacritic上媒体综评为66分。
美媒代表性评价：“一部出色的真实传记影片，避免了此类型作品一贯的一厢情愿和自作主张，对‘传奇’做出了新的定义”，“这是一部非凡甚至令人振奋的作品，这并不得益于历史故事本身，而是源于影片对社会百态的再现”，“主流娱乐领域中一部重要的电影作品，是一个伟大的美国故事”， “李·丹尼斯用他天才地技巧不动声色地将粗俗而暴力的情感融汇至意想不到地剧情转折中”，“惠特克用他有如神助的言行和举止，完美地展现出一个无形中改变身边白人的黑人角色”，“惠特克是迷人的，他可以任意调整自己的表演框架，在静谧而压抑的力量中释放出强大的表演之力”。

## 票房
美国首周末收获2500万美圆名列第一位，次周末收获1701万蝉联冠军。第三周末收1474万次于《单向乐队：这就是我们》列第二，累计7400万。第四周末收890万次于《星际传奇3》继续列第二，累计9190万。北美累计1.1亿美金。
| 上一届： 《極樂世界》 | 2013年美國週末票房冠軍 第33、34周 | 下一届： 《1世代：我們的世代》 |